# Area no Kishi
Area no Kishi (Nhật: エリアの騎士 Hepburn: Eria no Kishi, "Kỵ sĩ trong Vòng cấm") là một series manga Nhật Bản được viết bởi Igano Hiroaki và minh họa bởi Tsukiyama Kaya. Bộ truyện đã được phát hành trên tạp chí Shōnen của Kodansha, Weekly Shōnen Magazine, từ tháng 4 năm 2006 đến tháng 3 năm 2017, với 57 tập trong các tuyển tập tankōbon. Một phiên bản truyền hình anime gồm 37 tập phim do Shin-Ei Animation sản xuất đã được phát sóng trên TV Asahi từ tháng 1 đến tháng 9 năm 2012.

## Cốt truyện
Aizawa Kakeru là em trai của Aizawa Suguru, một thần đồng bóng đá thuộc đội tuyển U-15 Nhật Bản. Trước đó, Kakeru từ bỏ vị trí tiền đạo sau một sự cố khiến anh không thể thi đấu bằng chân trái và chuyển sang vị trí quản lý. Sau khi cả hai bị xe tải đâm, Suguru chết và trái tim của anh được ghép cho Kakeru. Với trái tim đó, Kakeru trở lại với bóng đá để thực hiện ước mơ vô địch World Cup của anh trai mình.

## Nhân vật
Aizawa Kakeru (逢沢 駆)
Lồng tiếng bởi: Yūko Sanpei
Em trai của Suguru. Cậu ấy chơi ở vị trí tiền đạo. Khi còn là học sinh lớp sáu, và sau khi gây thương tích cho người bạn và đồng đội Hibino bằng cách sút bóng mạnh bằng chân trái, anh ấy trở nên cảnh giác khi sử dụng nó, điều này cản trở nghiêm trọng khả năng ghi bàn và đặc biệt là sự tự tin của anh ấy, đến mức anh ấy dường như không thể ghi bàn. Kết quả là, anh ấy bắt đầu chơi ngày càng ít thường xuyên hơn và bắt đầu làm việc nhiều hơn với tư cách trợ lý giám đốc, trước sự bực tức của anh trai anh ấy, át chủ bài Suguru. Tuy nhiên, anh ấy vẫn bí mật tập luyện bóng đá trong công viên hàng đêm.Mọi thứ bắt đầu thay đổi khi người bạn thời thơ ấu của anh, Mishima Nana, trở lại Nhật Bản vào một ngày nọ và trở thành quản lý của đội. Hơn nữa, một người đeo mặt nạ bí ẩn xuất hiện vào một đêm tại công viên và thách anh ta chơi, điều mà họ vẫn làm hàng đêm. Điều này thúc đẩy Kakeru cố gắng một lần nữa với đội, và trong một trận đấu tập, anh ấy là tiền đạo duy nhất có thể theo kịp những đường chuyền bất ngờ và mạnh mẽ của Suguru, nhưng anh ấy không ghi bàn vì sợ sử dụng chân trái. Cảm thấy thất vọng, anh nói với anh trai rằng anh sẽ từ bỏ bóng đá chỉ vài phút trước khi cả hai bị một chiếc xe tải đâm. Sau khi hồi phục sau vụ tai nạn và từ ca ghép tim mà anh ấy nhận được từ anh trai mình như "đường chuyền cuối cùng", Kakeru phát hiện ra rằng anh ấy dường như đã thừa hưởng một số kỹ năng và tính khí của Suguru, và rằng anh ấy có thể sử dụng lại chân trái của mình.Người đeo mặt nạ được tiết lộ là Nana, người đã được Suguru yêu cầu giúp đỡ Kakeru, và cô tiết lộ với anh rằng ca cấy ghép của anh đến từ anh trai anh. Sau khi biết được điều đó và biết được ước mơ của anh trai mình là cả hai đều vô địch World Cup, anh quyết định quay trở lại với bóng đá và biến giấc mơ của anh trai mình thành hiện thực.
Aizawa Suguru (逢沢 傑)
Lồng tiếng bởi: Fukuyama Jun, Kumai Motoko (lúc nhỏ)
Anh trai của Kakeru. Suguru là một tiền vệ thiên tài và là đội trưởng đội bóng đá của trường, thậm chí còn góp mặt trong đội U-15 của Nhật Bản. Anh được nhiều người kỳ vọng sẽ gánh vác tương lai của bóng đá thế giới Nhật Bản. Anh nhận thức được tài năng cầu thủ bóng đá của em trai mình và cảm thấy khó chịu vì sự thiếu động lực của Kakeru. Trong manga gợi ý rằng Suguru có thể bằng cách nào đó đã đoán trước được cái chết của chính mình, khi anh ấy bắt đầu gặp ác mộng thường xuyên, kết thúc vào ngày anh ấy qua đời. Sau khi nghe tin anh trai quyết định từ bỏ bóng đá, anh định kể cho anh nghe về giấc mơ tuyệt vời mà anh có vào sáng hôm đó, khi cả hai bị một chiếc xe tải mà tài xế ngủ quên điều khiển. Suguru còn có phần tệ hơn, và rõ ràng là anh ấy không thể giúp được gì nữa. Biết được điều này và Kakeru cũng sẽ cần được ghép tim để sống, các bác sĩ và gia đình quyết định ghép tim của anh ấy cho Kakeru, người theo đó mơ thấy Suguru sẽ cho anh ấy một đường chuyền cuối cùng. Trao trái tim mình cho Kakeru, anh cũng trao cho cậu ước mơ vô địch cúp thế giới.
Mishima Nana (美島 奈々)
Lồng tiếng bởi: Itō Shizuka
Bạn thời thơ ấu của Suguru và Kakeru, biệt danh là Seven. Kể từ khi trở về từ Los Angeles, cô ấy đã trở thành người quản lý, giống như Kakeru. Cô ấy giỏi bóng đá và có quan hệ họ hàng với Kakeru.
Nakatsuka Kota (中塚 公太)
Lồng tiếng bởi: Shiraishi Minoru
Saeki Yusuke (佐伯 祐介)
Lồng tiếng bởi: Shingaki Tarusuke
Aizawa Mito (逢沢 美都)
Lồng tiếng bởi: Shindō Kei
Bố của Aizawa
Lồng tiếng bởi: Tahara Aruno
Mẹ của Aizawa
Lồng tiếng bởi: Sakuma Rei

## Truyền thông

### Manga
Được viết bởi Igano Hiroaki và minh họa bởi Tsukiyama Kaya, The Knight in the Area được đăng nhiều kỳ trên tạp chí Shōnen Weekly Shōnen Magazine của Kodansha từ ngày 26 tháng 4 năm 2006 đến ngày 29 tháng 3 năm 2017. Kodansha sưu tầm các chương của nó gồm 57 tập tankōbon, phát hành từ ngày 17 tháng 8 năm 2006 đến ngày 17 tháng 5 năm 2017.

### Anime
Một bộ anime truyền hình dài 37 tập , do Shin-Ei Animation sản xuất và Ogura Hirofumi làm đạo diễn, được phát sóng trên TV Asahi từ ngày 7 tháng 1 đến ngày 29 tháng 9 năm 2012. Bài hát chủ đề mở đầu là Higher Ground (ハイヤーグラウンド, "Haiyā Gurundo" ) của "SRS".
Bộ phim được Crunchyroll phát sóng đồng thời tại Hoa Kỳ, Canada, Anh Quốc, Ireland, Nam Phi, Úc và New Zealand.

## Đón nhận
Tới tháng 8 năm 2021, manga đã có hơn 13 triệu bản được lưu hành.